# Stephanie Grant
Stephanie Grant (Hobart, 21 de marzo de 1987) es una deportista australiana que compitió en judo. Ganó tres medallas en el Campeonato de Oceanía de Judo entre los años 2008 y 2011.

## Palmarés internacional
| Campeonato de Oceanía | Campeonato de Oceanía        | Campeonato de Oceanía | Campeonato de Oceanía |
| Año                   | Lugar                        | Medalla               | Categoría             |
| --------------------- | ---------------------------- | --------------------- | --------------------- |
| 2008                  | Christchurch (Nueva Zelanda) | Medalla de oro        | –78 kg                |
| 2010                  | Canberra (Australia)         | Medalla de plata      | –78 kg                |
| 2011                  | Papeete (Francia)            | Medalla de plata      | –78 kg                |